# Luis Zwick

Luis Maria Zwick (Berlín, 24 de mayo de 1994) es un futbolista alemán, que juega como guardameta y su actual equipo es el Berlín AK 07 de la Regionalliga.

## Inicios
Nacido en Berlín, Alemania, Zwick dio sus primeros pasos futbolísticos a los 7 años en el Teltower FV 1913. Comenzó su carrera como volante izquierdo, pero en 2007 cambió su posición a portero. A partir de 2009 comenzó a jugar en el Hertha 03 Zehlendorf.

## Trayectoria
Zwick firmó con el Dundee United en 2014, jugando durante la temporada 2014/2015 en el equipo filial. En 2015, firmó su primer contrato profesional. Debutó con el primer equipo el 2 de agosto de 2015, en la derrota por 1–0 ante el Aberdeen, correspondiente a la primera jornada de la temporada 2015/2016 de la Liga Escocesa. El 8 de agosto, Zwick mantuvo su portería a cero en el 2–0 ante el Motherwell, en su segundo partido con el United.
En la temporada 2016/17, cuando finalizó su contrato con el club escocés, regresó al fútbol alemán para jugar en las filas del Hansa Rostock de la 3. Liga, pero dos meses después abandona el club Hanseático para recalar en las filas del Hertha Berlín II en calidad de cedido.
La Temporada 2018/19 pasará a formar parte del FSV Optik Rathenow y en la 2019/20 del 1. FC Schweinfurt 05.